# Списак римских легија
Ово је списак римских легија, у коме су изнесени кључни подаци о свакој легији. Примарни фокус је дат Принципатским легијама (рана империја, 27. п. Х. р. – 284. године), о којима постоји знатна литература, као и епиграфска и архаеолошка евиденција.

## Укратко о развоју легија

### Рана република
Постоје штуре информације о римским легијама, које су се можда састојале од 1000 регрута из сваке од три трибе из периода раног краљевства. До краја V века п. н. е.. легије су бројале до 6.000 људи, али Полибије, пишући око 150. п. н. е., обезбеђује најранији детаљан опис легијских структура и, највероватније, је мислио на војску после рата против Ханибала. Величина легије је варирала између 4.200 и 5.000 људи подељених у 30 манипула поређаних у 3 линије; док су лако оклопљене јединице – велити, формирале заклон, хастати (копљаници) и принципи (главни људи), изабрани на основу година и искуства, распоређени у два реда, праћени најискуснијим војницима (тријарији или људи трећег реда). Легијама је подршку пружало по 300 коњаника.

### Од Гаја Марија до битке код Акцијума
Гају Марију је приписана промена у тактичкој структури легија од манипула у кохорте, иако се у пракси овај помак највероватније одвијао поступније; било је 10 кохорти, а свака се састојала од 6 центурија од по 80 људи, јачајући снагу легије на 4.800 људи, иако је прва кохорта можда била већа. Отприлике у ово време је орао (aquila) усвојен као симбол сваке легије, персонификујући њено перманентно постојање. Велити и легионарска коњица били су замењени специјалним помоћним трупама које су се састоје од странаца или људи из освојених земаља.

### Принципат
Октавијан Август је од преживелих легија из периода тријумвирата формирао стајаћу, професионалну војску са којом је планирао да изађе у сусрет свим војним потребама. 14. године било је 25 легија у служби, повећавајући се током владавине династије Севера до 33 легије. Свака легија, организована у кохорте, са 120 коњаника, укључујући око 5.400 људи, имала је свој број и почасни назив и њоме су командовали сенатски легати легије, осим у Египту и касније у Месопотамији (анектираној 198. г.) где су легије биле под командом коњаничких префеката.
Легионари су били регрутовани међу римским грађанима и, у све већем броју, из провинција, тако да је, до доба Хадријана, мало Италијана служило у легијама. Поред тога, тежило се томе да војници буду регрутовани локално, зато што су легијама биле потребне сталне базе. Од касног I века легионари су служили 25 година и примали су плату од 1.200 сестерција. Плата је допуњавана донацијама, а легионари су добијали и годишњу плату и уживали разне правне привилегије.

### Доминати позно царство
Диоклецијан је подигао број легија на, намање 67, иако можда нису задржале свој традиционални састав. Под Константином I „Великим“ многе су остале а друге су биле основане, иако су оне (легије) у копненој војсци бројале само 1.000 људи и којима су командовали трибуни. Граничне трупе су се састојале делом од традиционалних легија, можда до половине своје уобичајене снаге, а њима су командовали префекти.

## Појединачне легије
Legio I: првобитно формирана од стране Јулија Цезара или Ц. Вибуса Панса Цетрониануса; служила је под Октавијаном од 41. године н. е.; можда је легији одузет назив “Augusta” пошто се осрамотила у Шпанији 19. године н. е. Служила је на Рајни од око 16. године н. е. до 69. године са базом у Ара Убиоруму (данашњи Келн) од 9. г, касније у Бони (данашњи Бон); једна од легија које су учествовале у Вителијевом маршу на Рим; расформирана 70. године због сарадње са побуњеником Јулијем Цивилом (лат. Iulius Civilis); можда су неки од њених војника били укључени у VII legia Gemina; добила је име "Germanica" због службе на Рајни .
 (“Помоћник”): формирина је од стране Нерона 66. или 67. године од морнара у Мизенуму (лат. Misenum); као формалну легију ју је организовао Галба. Борила се код Бедриакума (лат. Bedriacum) – данашње Кремоне за Отона, заробивши орла XXI легије Rapax; Вителије ју је послао у Шпанију. 70. године пребачена је у Могонциакум (лат. Mogontiacum) - [данашњи Мајнц] у Горњој Германији, а око 86. године у Панонију. Вероватно је била послата у Мезију током Домицијанових похода на Децебала, али је до 97. године. Бригециу (лат. Brigetio) у Горњој Панонији; Трајан јој је доделио назив "pia fidelis" (“одана и верна”); учествовала је у Дачким ратовима и можда је остала као део гарнизона у Дакији; вероватно је пратила Трајана у Парћанском походу, а вратила се са Хадријаном на Дунав; од око 120. године била је стационирана у Бригециу у Горњој Панонији.
: формирао ју је Нерон од Италијана, вероватно 66. године ради планиране Каспијске експедиције. Послата је у Галију 69. г, стационирана у Лугдунуму (данашњи Лион); подржала је Вителија у другој бици код Бедриакума; Веспазијан ју је послао у Мезију; била је стационирана у Нове (лат. Novae) - [данашњи Свиштов, у Бугарској].
Legio I Macriana Liberatrix (“Макријанова ослободилачка”): формирао ју је Л. Клодијус Макер 68. г, побуњени гувернер римске провинције Африке; распустио ју је Галба.
: формирао ју је Домицијан 83. године са називом Флавија Минерва (Срећна Минерва (Домицијан је посебно поштовао Минерву), од онда је стационирана у Бони (данашњи Бон) у Доњој Германији. Назив pia fidelis Domitiana (“Домицијанова одана и верна”) јој је додељен за лојалност у устанку Л. Антонија Сатурнина (лат. L. Antonius Saturninus), легата Горње Германије 89. године. Учествовала је у Трајановим Дачким ратовима и Парћанском походу Луција Вера (162 – 166. г. ).
Legio I Parthica (“Парћанска”): формирао ју је Септимије Север пре 197. године а име је добила у част његовог Парћанског похода; била је стационирана у Месопотамији, у Сингари.
 (“Помоћник”): Веспазијан ју је прихватио као званичну легију од 7. марта 70. г, од када је носила назив pia fidelis (“одана и верна”); највероватније се већином састојала од морнара које је првобитно регрутовао Нерон из флоте у Мизенуму, а неке од њих је Вителије послао да се супротставе Веспазијановом напредовању, али су се предали код Нарниа. Борила се против Јулија Цивила (лат. Iulius Civilis) и пратила је Q. Petilliusa Cerialisa до Британије 71. г; базирана у Линдуму (данашњи Линколн) и на крају, до времена Агриколе, у Деви (данашњи Честер). Премештена је на Дунав око 87. године или касније, познато је да је била на операцијама у Мезији до 92. г; после тога је стационирана у Аквинкуму (лат. Aquincum) (данашња Будимпешта) у Доњој Панонији, учествујући у Трајановој инвазији на Дакију; учествовала је у Веровом Парћанском походу (162 – 166. г.).
: могуће је да ју је основао Ц. Вибиус Панса 43. п. н. е.; Август ју је поново конституисао, а по њему је и добила име, можда због победе; служила је у Шпанији од 30. п. н. е., пребачена је у Германију после 9. г; од 17. године имала је базу у Аргенторатеу (дан. Штрасбург); учествовала је у Клаудијевој инвазији на Британију 43. г; од 7 4. до 75. г, а била је за стално стационирана у Исци (данашњи Керлион).
: саставио ју је Марко Аурелије од италијанских регрута око 165. г, ускоро је постала Норикумски гарнизон, стациониран у Лочици, затим у Албингу, а од Комодових напредовања у Лауриакуму (лат. Lauriacum, данашњи Лорх, нем. Lorch). Била је позната као Italica pia (“италијанска одана”) од свог оснивања; између 192. и 200. године заслужила је и назив fidelis (“верна”).
: основао ју је Септимије Север пре 197. г; добила је име у част Парћанских похода; од око 202. године стационирана је у Албануму, 21 km јужно од Рима и била је прва легија у царском периоду која је имала сталну базу у Италији, где је остала до 312. године. Путовала је на исток због Каракалиног Парћанског рата; под Елагабалом је имала имена pia fidelis felix aeterna (“одана, верна, срећна, вечна”).
Legio II Traiana Fortis (“Трајнова храбра”): формирао ју је Трајан, вероватно око 105. године и дао јој име по самом себи; то је друга легија коју је основао цар. Касније је стационирана у Сирији, а затим је пребачена у Египат око 125. г, са базом у Никополису (лат. Nicopolis), близу Александрије.
: вероватно ју је основао Ц. Вибиус Панса 43. п. н. е. или Октавијан Август 41/40. п. н. е.; стационирана у римској провинцији Африци вероватно од 30. п. н. е. па даље, прво у Амедари (лат. Ammaedara) - [данашња Хаидра], затим у Тевестеу (лат. Theveste) - [данашња Тебеса] под Веспазијаном, и коначно (око 98. године најкасније) у Ламбесису (лат. Lambaesis) - данашњи Ламбесе; носила је своје име од неке победе под Августом; распустио ју је Гордијан III 238. године због подршке побуњеном легату Капелијану (лат. Capellianus); Валеријан ју је поново конституисао 253. г.
: вероватно ју је основао Марко Емилије Лепид или Марко Антоније пре 30. године н. е.; била је стационирана у Египту за време раног периода Августове владавине; име је добила по служби у Кирени. При смањењу Египатског гарнизона, била је у бази у Никополису са XXII legia Deiotariana; можда је привремено била у саставу првобитног гарнизона римске провинције Арабије, анектиране 106. г, али је ускоро можда била замењена VI legia Ferrata; учествовала је у Трајновом Парћанском рату пре него сто се вратила у Египат (о чему сведочи зимовник из 119. г.); затим се преселила у Арабију (потврђено је за годину 140), стационирана је за стално у Бостри.
: основао ју је Јулије Цезар; касније се борила уз Марка Антонија на Истоку; назив показује да је служила у Галији 48 – 42. године н. е. Била стационирана у Сирији од 30. године н. е., па надаље. Нерон ју је пребацио у Мезију непосредно пре смрти; борила се за Веспазијана у другој бици код Бедриакума; 70. године вратила се назад у Сирију; не зна се када је тачно премештена у базу у Рафанеи (лат. Raphanea), остајући тамо током  века. Када је Септимије Север поделио Сирију, саставио је Феничански гарнизон; распуштена је због побуне против Елагабала у зиму 218/219. г; Марко Аурелије Александар Север поново ју је оформио и преместио у Данабу, близу Дамаска.
: саставио ју је Марко Аурелије од италијанских регрута око 165. године и стационирао је за стално у Рецији код Кастра Регина (лат. Castra Regina) - [дан. Регензбург]; неко време након свог формирања носила је назив concors (“уједињени”).
: формирао ју је Септимије Север пре 197. године. Добила је име у част његовог Парћанског похода; имала је базу у Месопотамији, вероватно у Резенеу (лат. Rhesaenae).
 (“Флавиан срећни”'): Веспазијан ју је, од бивше Macedonice поново конституисао 70. године и стационирао је код Бурнума у Далмацији; пребачена у Горњу Мезију око 86. године стационирана вероватно код Сингидунума (Београд) од око 86. до 101/102. године. Учествовала је у Трајановим Дачким ратовима; била је део Дакијског гарнизона, са привременом базом у Сармизегетузи Улпији (лат. Sarmizegethusa Ulpia), пре повратка у Мезију, вероватно у време ране владавине Хадријана, са сталном базу у Сингидуруму.
: саставио ју је Јулије Цезар 48. п. н. е. прикључена је Октавијану Августу; назив указује на ранију службу у Македонији; смештена у Шпанији код данашњег Херера де Писуерга од 30. године п. н. е. до око 43. године. Премештена је у Горњу Германију вероватно да замени XIV легију Gemina код Могонциакума (лат. Mogontiacum) - [данашњи Мајнц]. Подржала је Вителија, а један њен део се борио код Бедриацума; остатак легије се предао Јулију Цивилу (лат. Iulius Civilis), а касније је распустиоо Веспазијан.
: могуће да ју је основао Марко Антоније пре 30. п. н. е. Од 30. године па надаље је служила у Македонији, и можда је добила свој назив по свом походу против Скита 29 – 27. године п. н. е.; од 9. године била је део Мезијског гарнизона; за стално је пребачена у Сирију 56/57. г; имала је базу у Зеугми од Веспазијанове владавине.
Legio V Aludae (“Ћубаста шева”): формирао ју је Јулије Цезар 52. п. н. е. и то од становништва Трансалпске Галије; њен назив слави кресту од птичијег перја коју су имали на шлемовима; поново ју је формирао Марко Антоније 44. п. н. е. а саставни део војске Октавијана Августа постала је после битке код Акциума. Била је у Шпанији од 30 – 1 9. г?. п. н. е., а затим је премештена на границу на Рајни; изгубила је свог орла у Галији (о чему нам сведочи дело Велеја Патеркула 2.97), 17. године п. н. е.; од 14. године је била стационирана у Ветери (данашњи Ксантен) у Доњој Германији. Подржала је Вителија, борећи се у обе битке код Бедриакума; вероватно ју је Веспазијан пребацио у Мезију, иако је можда тада била распуштена; ако је преживела, биле је уништена, вероватно под Домицијаном на Дунаву, око 85 - 86. г.
: основао ју је Ц. Вибиус Панса 43. п. н. е. или вероватно Октавијан Август 41/40. године п. н. е.; служила је у Македонији од 3 0. п. н. е. до 6. г, по чему је и добила назив, а затим је пребачена у Мезију; после 45. године била је стационирана у Ескусу (лат. Oescus); послата је у Јерменију 61/62. г, касније је служила под Веспазијаном у Јеврејском рату. Пребачена је назад у Ескус 71. године и остала је тамо као део гарнизона Доње Мезије у подели провинције 86. године. Током или после Трајанових Дачких ратова премештена је у Тремзис (лат. Troesmis). После учествовања у Парћанском рату Луција Вера (162—166. г), била је пребачена у Потиасу (лат. Potaissa) у Дакији 167. или 168. године. Када је Дакија северно од Дунава била напуштена 274/275. године вратила се у Ескус као гарнизон новоосноване провинције "Приобалне Дакије" (lat. Dacia Ripensis).
Legio VI Ferrata (“Гвоздено одело или гвоздено обучени”): основао ју је Јулије Цезар 52. п. н. е. у Цисалпинској Галији; поново је формирао Марко Емилије Лепид 44. године п. н. е., а узео ју је Марко Антоније 43. године. Била је спојена са Октавијановом војском и од тада стационирана у Сирији, можда код Рафанее; била је део Веспазијанове војске у маршу на Италију 69. г, али се ускоро вратила. Од 72. године је вероватно била стационирана у Самосати. Постала је гарнизон нове римске провинције Арабија једно време, можда земењујући III легију Cyrenaica. Касније је била пребачена у Капаркотну (лат. Caparcotna) у Јудеји, постајући део гарнизона нове провинције Сирија Палестина. Добила је назив fidelis constans (“одана и постојана”) зато сто је подржала Септимија Севера против побуњеног легата Сирије Ц. Песценија Нигера 193 - 197. г.; можда је пребачена у провинцију Сирију Феникију под Александром Севером.
Legio VI Victrix (“Победничка”): основао ју је Октавијан Август 41/40?. г. п. н. е.. Била је у Шпанији од 30. године п. н. е. до 69. г. 69/70. године пребачена на рајнску границу где је поново изградила и заузела логор Новезиум (лат. Novaesium) - [данашњи Неус, нем. Neuss] у Доњој Германији. За оданост у побуни Л. Антонија Сатурнина 89. г. Домицијан јој је доделио назив pia fidelis Domintiana (“Доминцијанова одана и верна”). До 105. године стационарана је у Ветери, а затим пребачена у Британију, вероватно 12 2. године. За стално стационирана у Ебирацуму (данашњи Јорк).
: основана је 59. године п. н. е. или раније, а поново ју је формирао Октавијан Август 44. п. н. е. Вероватно је служила на Балкану и од 9. године је била део гарнизона римске провинције Далмације, са базом у Тилуриуму – дан. Гардун, код Триља). Додељен јој је назив Claudia pia fidelis (“Клаудијева одана и верна”) за оданост током побуне Л. Арунтиуса Камилуса Сцрибониануса, гувернера Далмације, 42. године. Пребачена је у Мезију вероватно 56/57. године са базом у Виминациуму (данашњи Костолац) од Веспазијановог времена, па на даље. Подржавала је Веспазијана и борила се у другој бици код Бедриакума.
 (“Шпанска”): основао ју је Галба у Шпанији, па је добила надимак Galbiana (о томе нам сведочи Гај Корнелије Тацит у свом делу „Историје“, 2.86). Пратила је Галбу у Рим, а касније се борила за Веспазијана. Поново је формирана 70. године и могуће да је у њој било војника из I легије. Добила је име Gemina (“близанакиња”) и назив felix (“срећна”) могуће због истакнуте службе у Горњој Германији 72/73. године. До краја 74. године послата је назад у Шпанију, вероватно у Легио (данашњи град Леон), који је постао њена стална база. Под Септимијем Севером легија је имала називе: Gemina pia felix (“близнакиња, одана и срећна”), вероватно због оданости против Клодија Септимија Албина, побуњеног легата Британије 193 - 197. г.
: основана је 59. године п. н. е. или раније, а поново ју је формирао Октавијан Август 44. п. н. е. Од 30. године п. н. е. служила је на Балкану и после 9. године стационирана је у Петовију (лат. Poetovio) - [данашњи Птуј] у Горњој Панонији. Носила је свој назив од неке победе извојевана за време Октавијан АвгустОктавијана Августа. 45/46. године била је пребачена у Мезију, са базом у Нове (лат. Noveae) - [данашњи Свиштов]. Премештена је у Горњу Германију 70. године и стационирана у Аргенторатеу (дан. Штрасбург).
 (“Шпанска”): вероватно је потекла од Цезарове IX легије распуштене 46/45. п. н. е. или ју је, могуће, основао Октавијан 41/40. п. н. е. Добила је име због службе у Шпанији (30—19?г. п. н. е.); пребачена је у Илирик, а после 9. године служи у Панонији, можда код Сисцие (лат. Siscia) - [дан. Сисак]. Биле је позната као Macedonica у периоду раног Царства због своје службе на Балкану. Била је привремено пребачена у римску провинцију Африку, од 20 - 24. године ради учешћа у рату против Такфаријана. Учествовала је у Клаудијевој инвазији на Британију 43. године. Касније је стационирана у Линдуму (данашњи Линколн). Претрпела је велике губитке у Будикином устанку 60 - 61. г.. Под Веспазијаном, око 71. године пребачена је у Ебуракум (лат. Eburacum) - [данашњи Јорк]. Последњи пут се опробала у Британији 108. године и касније је њену базу у Јорку заузела VI легија Victrix. Легија вероватно није изгубљена у Британији, већ је била премештена на неко друго место, служећи најмање до средњих 120-тих година (по подацима о каријерама сенатских официра). Постоје наговештаји да је нестала у Јеврејској побуни, 132 - 135. године или у Парћанском рату, 161. г, али су то само нагађања.
Legio X Fretensis (добила је име или од речи фретум [морски теснац, прим. прев.] или по каналу између Италије и Сицилије, сугеришући учешће у поморским биткама): Основао ју је Октавијан Август 41/40?г. п. н. е.. Служила је у Македонији после 30. п. н. е. и најкасније до 14. године била је у Сирији. 17. године имала је базу у Кирхусу (лат. Cyrrhus), а касније у Зегуми. 66. године послана је да се бори у Јеврејском рату, учествовала је у опсадама Јерусалима и Масаде. Од онда је стационирана у Јерусалиму. У другој половини III века премештена је у Алеу на Црвеном мору.
 (“Близнакиња”): основана је 59. године или раније. Обновио ју је Марко Емилије Лепид 44. п. н. е., а преузео ју је Марко Антоније 43. п. н. е. Као наследница Цезарове X легије била је прикључена Октавијановој армији после битке код Акциума. Тада је у њој можда било трупа из других легија. Од 30. п. н. е. стационирана је у Шпанији, вероватно код Петавониума (дан. Росинос де Видриалес). Пребачена је у Карнунтум (лат. Carnuntum), у Горњу Панонију, 63. године да би била враћена у Шпанију 68. године. Премештена је у Доњу Германију 70. године стациониравши се у Новиомагузу (лат. Noviomagus) - [дан. Најмеген, хол. Niwmegen]. Добила је назив pia fidelis Domitiana (“Домицијанова одана и верна”) за лојалност у устанку Л. Антоније Сатурнин 89. године. Пребачена је у Доњу Панонију око 103. године и била је, прво у Аквинкуму (лат. Aquincum) - [данашња Будимпешта], а потом Виндобони (данашњи Беч).
Legio XI: није могуће тачно утврдити њено порекло, а вероватно да је потекла од Цезарове XI легије, основане 58. п. н. е., али је можда и новоформирана Октавијанова легија из 41/40. п. н. е. После службе на Балкану од 9. године стационирана је у римској провинцији Далмацији, код Бурнума – (дан. Ивошевци, код Кистање). Добила је назив Claudia pia fidelis (“Клаудијева одана и верна”) за лојалност током побуне Л. Арунитиуса Камиллуса Скрибониануса, гувернера Далмације, 42. године. Подржавала је Веспазијана у другој бици код Бедриакума. 70. године послана је у Горњу Германију да помогне да се угуши устанак Јулија Цивила (лат. Iulius Civilis); имала је базу код Виндонисе (лат. Vindonissa) - [дананашњи Виндих, нем. Windich]. Премештена је у Горњу Панонију око 101. године и стационирана код Бригециа (лат. Brigetio). Касније је пребачена у Доњу Мезију, са базом у Дуросторуму (данашња Силистрија, у Бугарској).
Legio XII Fluminata (“Наоружана громовима”): она је вероватно потекла од XII легије, коју је основао Јулије Цезар 58. п. н. е. Обновљена је 44/43. п. н. е. и служила је са Марком Антонијем на Истоку. Октавијан Август ју је вероватно послао у Египат. До краја његове владавине била је у Сирији. Служила је са Л. Цесенниусом Петусом у Јерменији, али се осрамотила предајом код Рандение (лат. Rhandeia) и враћена је у Сирију. Једно време имала је базу у Рафанеу; борила се у Јеврејском рату и можда је привремено изгубила свог орла у повлачењу Цестија Гала, легата Сирије, из Јерусалима 66. г. 70. године је пребачена у римску провинцију Кападокију (лат. Cappadocia), а база јој је била у Малитену. Прича о необичној олуји, ако је истинита, која је, наводно, спасла дванаесту легију у време похода Марка Аурелија на Кваде 172. године односи се на одред легије. Добила је назив certa constans (“чврста и постојана”) од Марка Аурелија за оданост у побуни легата у Сирији, Авидија Касија 175 - 176. године, иначе заслужног за гушење сељачког устанка у Египту, устанка 'Букола' 172. г.
 (“Близнакиња”): не зна јој се порекло. Можда је потекла од Цезарове XIII легије, основане 57. п. н. е. или ју је оформио Октавијан Август 41/40. п. н. е. и спојио је са неком другом легијом после битка код Акцијума. Служила је у Илирику у периоду раног царства. После 9. године преселила се на Рајну, а потом је била код Виндонисе (лат. Vindonissa) - [данашњи Виндих, нем. Widisch] у Горњој Германији. Пребачена је у Горњу Панонију око 45. године са базом у Петовију (лат.Poetoviu) - [данашњи Птуј]. Вероватно ју је Домицијан преселио у Виндобону (данашњи Беч). Учествовала је у Трајановом Другом дачком рату, а вероватно и у Првом, постајући део првог дачког гарнизона, са сталном базом у Апулуму. Када је Дакија преко Дунава напуштена 274/275. године ова легија је пребачена у Рациариу (лат. Ratiaria) у новој провинцији „Приобална Дакија“ (лат. Dacia Ripensis ).
 (“Близнакиња”): ни њој није одређено порекло. Можда је потекла од Цезарове XIV легије, основане 53. п. н. е. или је новооформљена легија Октавијана Августа из 41/40. године п. н. е. Могуће је да је после Акциума била спојена са неком другом легијом. Током раног Царства служила је у Илирику, а од 9. године код Могонциакума (лат. Mogontiacuma) - [данашњи Мајнц] у Горњој Германији. Учествовала је у Клаудијевој инвазији на Британију 43. године. Касније јој је база била код Вирокониума (лат. Viroconium) - [данашњи Роксетер, енг. Wroxeter]. Назив martia victrix (“ратоборна и победничка”) добила је пошто је поразила Будику 60 - 61. године. Поново ју је оформио Нерон 67. године за намеравани поход на Исток. Вителије ју је вратио назад у Британију, а 70. године пребачена је на Рајну због акције против Јулија Цивила (лат. Iulius Civilis), стационирана код Мајнца. Пошто је подржала Л. Антонија Сатурнина 89. године пресељана је на Дунава 92/93. године и то могуће близу Мурсе (тада у Горњој Мезији). Око 101. године пребачена је до Виндобоне (данашњи Беч) у Горњој Панонији. Један њен део учествовао је у Дачким ратовима, и до 114. године легија је имала базу у Карнунтуму (лат. Carnuntum) у Горњој Панонији.
Legio XV Apollinaris (“Аполонова”): формирао ју је Октавијан Август 41/40. п. н. е. или раније. Служила је у Илирику у доба раног Царства, а после 9. године у Панонији, могуће са базом у Емони, а потом у Саварии. Била је стационирана у Карнунтуму (лат. Carnuntum), можда у време ране владавине Тиберија, али сигурно најкасније до Клаудијевог доба. Због похода Цн. Домитиуса Корбулоа премештена је на Исток 63. године и борила се у Јеврејском рату (66—70. г). Вратила се у Карнунтум 71. године. Један њен део је учествовао у Трајановим Дачким ратовима, а затим је легија вероватно пребачена на Исток због царевих Парћанских похода. После 117. године била је стационирана у Сатали у римској провинцији Кападокији.
Legio XVI: оформио ју је Октавијан Август 41/40. п. н. е. Била је на рајнској граници од 30. п. н. е., па надаље. Носила је назив Gallica због службе у Галији; време те службе није одређено. После 9. године стационирана је у Могонциакуму (лат. Mogontiacum) - [данашњи Мајнц] у Горњој Германији. Клаудије ју је пребацио у Новезиум (лат. Novaesium) - [данашњи Неус, нем. Neuss] у Доњој Германији. Део легије је учествовао у Вителијевој инвазији на Италију. Остатак војске је осрамоћен предајом Јулију Цивилу (лат. Iulius Civilis) и легију је потом распустио Веспазијан, који ју је поново основао као XVI легију Flavia Firma.
 (“Флавијанова постојана”): Веспазијан је новооформљену легију послао на Исток и служила је у Сирији 75. године. Касније је премештена у Саталу у Кападокији. Трајно је стационирана у Сирији, код Самосате после Трајановог Парћанског рата.
: основао их је Октавијан Август, могуће 41/40. п. н. е., иако нема података о њиховим активностима током грађанских ратова. Вероватно су биле стациониране на Рајни од 30. п. н. е., па надаље. Све су уништене 9. г. (иако XVII легија није посебно поменута) у војној катастрофи у Теутобуршка шума; њихов заповедник, Публије Квинтилије Вар, је извршио самоубиство. Бројеви ових легија нису више коришћени, иако је орао XIX и још једне легије био повраћен током Германиковог похода (15 - 16. г.), а један преостали је враћен 42. г. (о тиме нас извештавају Тацит у својим „Аналима“. 1.60, 2.25; и Дион Касије 60.8).
: формирао ју је Октавијан Август 41/40. п. н. е., али је могуће да је основана и после Акциума. Била је у Шпанији 30–20?г. п. н. е., а затим у Илирику код Бурнума – (данашњи Ивашевци, код Кистања) све до 9. године. Пребачена је у Ара Убиорум (дан. Келн) у Доњој Германији. Пребачена је у Новезиум (лат. Novesium) - [данашњи Неус, нем. Neuss] током Тиберијеве владавине, учествовала је у инвазији на Британију 43. године. Прву базу је имала у Камулодунуму (лат. Camulodunumu) - [дан. Колчестер], а од 49. године близу данашњег Глостера (лат. Gelvum). Одиграла је врло важну улогу у походима Гнеја Јулија Агриколе и можда је градила тврђаву Инчтутил (енг. Inchtuthil) од око 83 до 87. године. При повлачењу II легије Adiutrix из Британије, Инчтутил је био евакуисан и Valeria Victrix је била стационирана код Деве (данашњи Честер, енг. Chester). Име ове легије можда може да се преведе као “вредна победничка” због њене улоге у поразу Будике од 60 - 61. г.
Legio XXI Rapax (“Предаторска”): основао ју је Октавијан Август 41/40. п. н. е., али је могуће да је формирана и после Акциума; можда је имала базу у Рецији у доба раног Царства. После 9. године пребачена је у Ветеру (данашњи Ксантен) у Доњој Германији, а у Виндонису (лат. Vindoniss) - [данашњи Виндих, нем. Windisch] у Горњој Германији око 46. године. Учествовала је у Вителијевој инвазији на Италију, када јој је I легија Adiutrix заробила орла, а затим се борила против Јулија Цивила (лат. Iulius Civilis) 70. г, пре заузимања свог места у Бони (данашњи Бон) у Доњој Германији. Пребачена је Могонциакум (лат. Mogontiacum ) - [данашњи Мајнц], у Горњој Германији 83. године. Пошто је подржала Л. Антонија Сатурнина 89. г, послата су је на Дунав; после тога је уништена, вероватно у борби против Сармата 92. г.
: формирао ју је краљ Дејотаријус од Галатије. Обучавана је и опремљена по римском моделу. Октавијан Август ју је прикључио римској војсци, вероватно пре 25. п. н. е. и била је стационирана у Египту, код Никополиса. Судбина ове легије је нејасна; можда је уништена у Јеврејском устанку од 132 - 135. г.
Legio XXII Primigenia (“Прворођена”): настала је заједно са XV легијом Primigenia и била је стационирана код Могонциакума (лат. Mogontiacum ) - [данашњи Мајнц], у Горњој Германији око 43. године. Пратила је Вителија у његовом маршу на Рим; на краће време је била пребачена у Карнунтум (лат. Carnuntum), и до 71. године је на новој позицији код Ветере (дан. Ксантен) у Доњој Германији. Добила је назив  (“Домицијанова одана и верна”) за лојалност показану 89. и 92/93. године. При пребацивању XIV легије Gemina на Дунав, XXII легија Primigenia је била премештена у Мајнц.
Legio XXX Ulpia Victrix (“Улпијанова победничка”): основао ју је Трајан и дао јој име по себи (Марко Улпије Трајан) око 105. г; њен број показује да је била тридесета легија у војсци. Била је стационирана у Бригециу у Горњој Панонији. Учествовала је у Другом дачком рату пре 122. године када је била пребачена у Ветеру (дан. Ксантен) у Доњој Германији - тада је VI легија Victrix била послана у Британију.